# Oľšavica
Oľšavica je obec na Slovensku v okrese Levoča. Žije v ní 232 obyvatel. První písemná zmínka pochází z roku 1308, místní obyvatelé se tradičně věnovali pastevectví a dřevorubectví. Nachází se zde řeckokatolický kostel svatého Mikuláše z roku 1325 a zachovala se řada původních dřevěnic. V této obci se narodil matematik Doc. RNDr. Michal Grajcar, CSc.
Za druhé světové války místní řeckokatolický kněz Michal Mašlej pomáhal pronásledovaným Židům, které ukrýval na faře a v domech věřících. Před transportem do vyhlazovacích táborů se podařilo zachránit desítky osob. Mašlejovi bylo uděleno vyznamenání Spravedlivý mezi národy. O této aktivitě místních obyvatel vznikl dokumentární film Ostrov nádeje.